# Tatiana (nome)
Tatiana é um prenome feminino de origem sabino-romana que se tornou popular inicialmente na Europa Oriental, sobretudo na Rússia. É a forma feminina e diminutiva do nome latino Tatius (Tácio), tendo sido Tito Tácio um lendário governante da tribo itália dos sabinos.

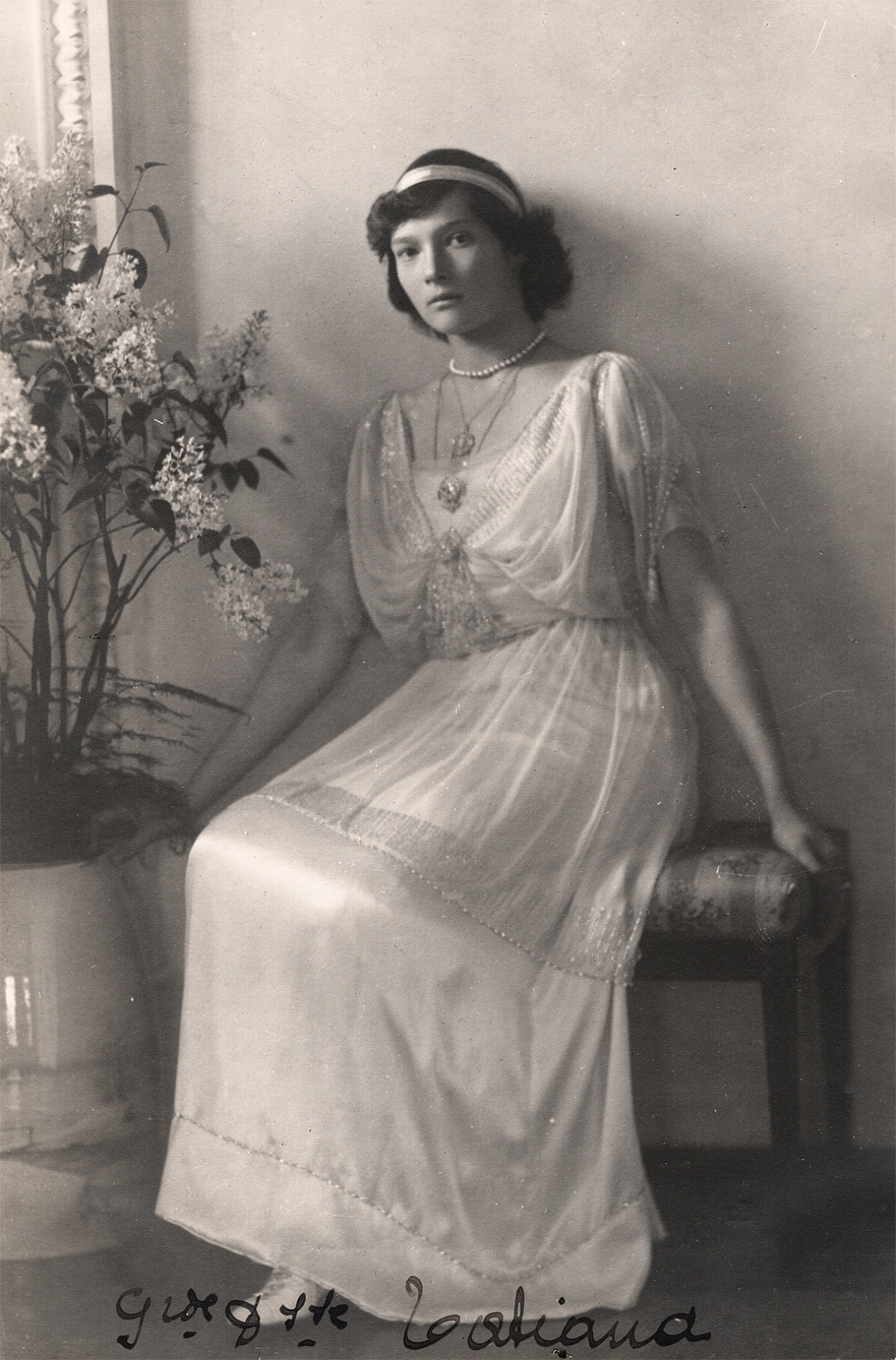
Tatiana Nikolaevna, filha de Nicolau II da Rússia.

Tatiana (em russo: Татьяна; também romano como Tatyana ou Tatjana, com outras variações, como Tatianna, Tatijana e Tateyanna) é um nome eslavo feminino derivado do nome romano Tatius, que foi derivado do nome de um clã romano Tácio. Tito Tácio era um rei. A forma abreviada do nome é Tanya ou Tati (em russo: Таня).
A data dedicada a todas as mulheres de nome Tatiana, Tati ou Tânia (que significa "aquela que manda" ou "pertencente á Deus"). é o dia 12 de janeiro ou 30 do mesmo mês segundo o rito ortodoxo grego.
O nome homenageia a Santa Tatiana (Святая Татьяна, Svyataya Tat'yana) da Igreja Ortodoxa Russa, que foi torturada e martirizada nas perseguições do imperador Alexandre Severo no ano c.230 em Roma. Santa Tatiana também é considerada uma santa padroeira dos estudantes. Assim, o dia de Tatiana, é hoje um feriado oficial escolar para alunos da Rússia, no dia 25 de janeiro.